# Штрауб, Юрген
Ю́рген Штра́уб (нем. Jürgen Straub; 3 ноября 1953, Хильдбургхаузен) — восточногерманский легкоатлет, серебряный призёр Олимпийских игр в беге на 1500 метров.

## Карьера
С 1973 по 1975 год Юрген три раза становился чемпионом ГДР в беге на 3000 метров с препятствиями.
На Олимпийских играх в Москве Штрауб завоевал серебряную медаль в забеге на 1500 метров, уступив британцу Себастьяну Коэ.